# Качалова, Юлия Николаевна
Ю́лия Никола́евна Кача́лова (13 декабря 1989, Москва) — российская гребчиха-байдарочница, выступает за сборную России с 2005 года. Участница летних Олимпийских игр в Лондоне, бронзовая призёрша чемпионата Европы, многократная победительница национальных первенств. На соревнованиях представляет Краснодарский край, мастер спорта международного класса.

## Биография
Юлия Качалова родилась 13 декабря 1989 года в Москве, однако через какое-то время переехала на постоянное жительство в Краснодар. Активно заниматься греблей начала в возрасте четырнадцати лет, проходила подготовку под руководством тренеров С. Г. Шаповалова и О. П. Баталовой. Первого серьёзного успеха добилась в 2005 году, когда попала в состав сборной России и выиграла несколько медалей на юниорских европейском и мировом первенствах. В 2008 году дебютировала на взрослом чемпионате Европы, на соревнованиях в Милане с байдаркой-двойкой на двухсотметровой дистанции пробилась в финал и в итоге пришла к финишу восьмой. Год спустя на европейском чемпионате в Бранденбурге завоевала бронзовую медаль в эстафете, также участвовала здесь в дисциплине K-1 500 м, но попасть в число призёров не смогла.
В 2011 году на чемпионате мира в венгерском Сегеде Качалова заняла шестое место среди двоек на дистанции 1000 метров. Благодаря удачному выступлению на отборочных соревнованиях в Познани удостоилась права защищать честь страны на летних Олимпийских играх 2012 года в Лондоне. С байдаркой-четвёркой, куда также вошли гребчихи Вера Собетова, Юлиана Салахова и Наталья Подольская, сумела попасть в финальную стадию турнира, тем не менее, в решающей гонке финишировала лишь седьмой.
После Олимпиады Качалова осталась в основном составе российской национальной команды и продолжила принимать участие в крупнейших международных соревнованиях. Так, в 2013 году она побывала на первенстве мира в немецком Дуйсбурге и на первенстве Европы в португальском Монтемор-у-Велью — в первом случае заняла пятое место среди байдарок-четвёрок в гонке на 500 метров, во втором была шестой среди одиночек на 5000 метров. В следующем сезоне в очередной раз одержала победу на чемпионате России.
Ныне проживает в Краснодаре. Имеет высшее образование, окончила Кубанский государственный университет физической культуры, спорта и туризма. В свободное от спорта время любит играть в волейбол, кататься на велосипеде, поёт и танцует, занимается исследованием Библии.